# Yaourt (Arch Linux)
Pour les articles homonymes, voir Yaourt (homonymie).
Yaourt (Yet AnOther User Repository Tool) est un gestionnaire de paquets pour la distribution Arch Linux. C'est un programme en ligne de commande dérivé de Pacman, le gestionnaire officiel de la distribution Arch Linux.
Il est totalement compatible avec Pacman. Ainsi, il peut cohabiter avec ce dernier; et son installation n'empêche en rien l'utilisation du gestionnaire officiel.
Yaourt est un programme créé par Julien Mischkowitz.
Il est très utilisé en France, mais malgré son ajout de fonctionnalités intéressantes, son utilisation reste endémique.[réf. souhaitée]
Il ajoute plusieurs fonctionnalités supplémentaires comme:
- recherche groupée dans AUR et dans les dépôts de pacman
- affichage des résultats en couleur avec indication des programmes déjà installés
- installation des paquets depuis les dépôts et depuis AUR en une même commande
- mode de recherche interactive (recherche des paquets et sélection des paquets à installer en tapant leur numéro)
- en option: installation des programmes à partir des sources (abs) en utilisant srcpac
- suppression des paquets inutiles

La syntaxe utilisée pour Pacman est reconnue par le programme Yaourt.
En 2018, les derniers développeurs travaillant sur le programme annoncent l'archivage du projet, qui n'est donc plus maintenu.